# مدرسة الملك فهد العليا للترجمة
مدرسة الملك فهد العليا للترجمة هي مدرسة للترجمة التحريرية والفورية تقع في طنجة شمال المغرب. تأسست المدرسة في طنجة عام 1986 في محاولة لتنظيم تدريب المترجمين في هذه المنطقة متعددة اللغات. قبل ذلك لم تكن المراكز المتخصصة لتدريب المترجمين موجودة في العالم العربي.
تحوي المدرسة على الدبلومات التالية:
- دبلوم المترجم: النسخة العربية.
- دبلوم المترجم: النسخة الفرنسية.
- دبلوم المترجم: النسخة الإنجليزية.
- دبلوم المترجم: النسخة الألمانية.
- دبلوم المترجم: النسخة الاسبانية.
- دبلوم المترجم: النسخة الامازيغية.